# 레이징 헬렌
《레이징 헬렌》(영어: Raising Helen)은 미국에서 제작된 게리 마셜 감독의 2004년 코미디 드라마 영화이다. 케이트 허드슨 등이 출연하였고, 아쇼크 암리트라지 등이 제작에 참여하였다.

## 줄거리
헬렌은 맨해튼에서 가장 잘 나가는 모델 에이전시 CEO 전문 비서로 일하며 화려하고 무사태평한 독신 생활을 즐긴다.
어느 날 언니 린지와 형부가 교통 사고로 동시에 사망하고, 헬렌이 후견인으로 지정돼있다는 사실이 밝혀지면서 헬렌은 졸지에 세 조카를 키우게 된다. 아이들을 위해 퀸스로 이사하고 기존의 생활을 포기한 헬렌은 육아로 인해 업무 집중도가 떨어지면서 모델 에이전시에서 해고되고, 자동차 영업소 접수 담당자로 전락하는데...

## 출연
- 케이트 허드슨 - 헬렌 해리스 역
- 존 코빗 - 댄 파커 목사 역
- 조앤 큐색 - 제니 포트먼 역
- 헤이든 패너티에어 - 오드리 데이비스, 15살 역
- 스펜서 브레슬린 - 헨리 데이비스, 10살 역
- 애비게일 브레슬린 - 세라 데이비스, 5살 역
- 헬렌 미렌 - 도미닉 역
- 펄리시티 허프먼 - 린지 데이비스 역
- 케빈 킬너 - 에드 포트먼 역
- 사키나 재프리 - 닐마 프라사드 역
- 조지프 머젤로 - 프롬 상대 피터 역
- 숀 오브라이언 - 폴 데이비스 역
- 패리스 힐턴 - 앰버 역
- 앰버 벌레타 - 마티나 역
- 헥터 엘리존도 - 미키 매시 역
- 래리 밀러 - 리오 들리오 역
- 셔카라 러다드 - 팅카 역
- 프랭크 캠퍼넬라

## 기타 제작진
- 공동 제작: 토드 리버먼, 캐런 스터궐트
- 배역: 맬리 핀
- 미술: 스티븐 J. 조던
- 의상: 게리 존스